# 鈴木博之 (実業家)
鈴木 博之（すずき ひろゆき、1946年2月7日 - ）は、日本の経営者。丸一鋼管社長、会長を務めた。

## 来歴・人物
大阪府大阪市出身。1969年に東京大学工学部機械工学科を卒業し、同年に住友商事に入社した。1980年8月に丸一鋼管に転じ、1983年6月に取締役に就任し、1990年6月に常務、1997年6月に専務、1999年6月に副社長を経て、2003年4月に社長に就任。2013年6月には会長兼最高経営責任者に就任。